# UK (hudební skupina)
U.K. byla britská jazz rocková superskupina aktivní mezi lety 1977 až 1980 a 2011 až 2015.

## Historie

### Založení a první album
Zpěvák/baskytarista John Wetton a bubeník Bill Bruford spolu hráli ve skupině King Crimson v letech 1972-1974, kdy kytarista Robert Fripp skupinu rozpustil. Wetton a Bruford pak pokračovali ve spolupráci na společných projektech. V září roku 1976 pracovali na založení skupiny s klávesistou Rickem Wakemanem, který předtím hrál s Brufordem ve skupině Yes. Tento projekt však byl zastaven společností A&M Records se kterou měl Wakeman smlouvu. Podle Brufordových slov: „A&M Records nechtěli dovolit aby jim jejich 'hvězda' Wakeman odešla s rytmickou sekcí King Crimson a tak dobrý záměr ztroskotal..“ 

## Diskografie
- U.K. 1978 U.S. #65
- Danger Money 1979 U.S. #45
- Night After Night 1979 – Live. U.S. #109
- Concert Classics, Vol. 4 1999 (znovu vydáno jako Live in America a Live in Boston) – živě 1978